# 아자니아
아자니아(고대 그리스어: Ἀζανία)는 동남아프리카 열대지역의 이곳저곳에 붙었던 이름이다. 로마시대 및 그 이전에는 오늘날의 소말리아 남부에서 모잠비크-남아공 국경에 이르는 지역을 아자니아라고 했다는 설이 있다. 이 학설이 맞다면 그 당시에 아자니아는 남쿠시어군의 언어를 구사하는 민족들의 거주지였다. 이 민족들은 반투족의 대이동 이전까지 아자니아를 다스렸을 것이다.